# ヘルレスハウゼン
ヘルレスハウゼン (ドイツ語: Herleshausen) は、ドイツ連邦共和国ヘッセン州北東部のヴェラ＝マイスナー郡に属す町村（以下、本項では便宜上「町」と記述する）である。

## 地理

### 位置
ヘルレスハウゼンは、北西のリングガウと南東のテューリンゲンの森自然公園を含むテューリンゲンの森との間に位置する。町域の南はヴェラ川が境界となっている。
ヘルレスハウゼンは、テューリンゲン州の郡独立市アイゼナハの市域と接しており、その中核市区は東南東に約 10 km の位置にある。郡庁所在都市のエシュヴェーゲまでは北北西に約 22 km、カッセル（最寄りの大都市）へは、北西に約 60 km である。（距離はいずれも直線距離）

### 隣接する市町村
ヘルレスハウゼンは、北はリングガウ（ヴェラ＝マイスナー郡）とイフタ（テューリンゲン州ヴァルトブルク郡）、東はクロイツブルクとクラウトハウゼン（ともにヴァルトブルク郡）、南東はアイゼナハ市のヴァルタ＝ゲーリンゲン区、南はゲルストゥンゲン（ヴァルトブルク郡）、西はゾントラ（ヴェラ＝マイスナー郡）と境を接している。

### 自治体の構成
この町は、アルテフェルト、アルヒフェルト、ブライツバッハ、フラウエンボルン、ヘルレスハウゼン、ホルツハウゼン、ネッセルレーデン、マルカースハウゼン、ウンハウゼン、ヴィラースハウゼン、ヴォンメンの各地区からなる。

## 歴史
ヘルレスハウゼンは、1019年に初めて、寄進文書上に記録されている。この文書中で、この村はカウフンゲン修道院に寄贈された。この村は、1521年に世俗化されるまでその統治下に留まった。この村は、その後ヘッセン＝カッセル方伯領となり、レーエンとしてレッケロート家とヴェルゼーベ家に授けられた。
ルードルフ・フォン・レッケロート（またはレックロット）は初代レーエン領主として城館を築いた。ヴェルゼーベ家もこれに続いた。17世紀末にヘッセン＝フィリップスタール方伯フィリップがこの城と所領を引き継いだが、後に兄カールから贈与としてこれを獲得した。
ヘルレスハウゼンは、第二次世界大戦後、東ドイツへ車で通過できる数少ない国境検問所の一つとして、一般に知られるようになった。1956年1月16日に、ソヴィエトの戦争捕虜収容所からの602人の帰還者を乗せた最後の鉄道がここに到着した。
1970年12月1日に、アルテフェルト、アルヒフェルト、ブライツバッハ、フラウエンボルン、ヘルレスハウゼン、ホルツハウゼン、マルカースハウゼン、ネッセルレーデン、ウンハウゼン、ヴィラースハウゼン、ヴォンメンの11の町村が自由意思で合併し、当時 3,696人の自治体「ヘルレスハウゼン」が成立した。その 40 年後に人口 3,000人弱にまで減少した。
- 1960年の国境検問所
- 1985年の国境検問所
- 1989年、国境撤廃により国境検問所を西側へ向かう車列
- 破壊された国境の石標

## 行政

### 議会
ヘルレスハウゼンの町議会は、15議席からなる。

### 自治体間共同活動
ヘルレスハウゼンは、隣接するゾントラ（ヴェラ＝マイスナー郡）およびネンタースハウゼン（ヘルスフェルト＝ローテンブルク郡）とともに、2006年10月14日に目的連合「自治体間共同作業」を創設した。これ以後、これら3市町村は、経済、文化（教育）、余暇施設（観光業）、農業といった分野での共通の課題について積極的に処理を行っている。

### 姉妹自治体
- クレデール（フランス、フィニステール県）
- ラウヒレーデン（ドイツ、テューリンゲン州）

ラウヒレーデンは、ヘルレスハウゼンに隣接するゲルストゥンゲンの集落である。

### 紋章
この町の紋章は赤地で、両側が銀の円塔で終わる銀の胸壁が描かれており、この壁には金の閉ざされた門がある。その上には、二重のウェルシュ風ボンネット型屋根を戴いた塔（城内教会）がある。
胸壁は、ヘルレスハウゼンの教会墓地を囲んでいたかつての防壁を象徴している。元々は1300年頃に建設された防衛教会であった現在の教区教会の内陣塔がこれを見下ろしている。赤と白はヘッセンの国の色である。この紋章の承認は1984年にヘッセン州内務省によってなされた。

## 文化と見所

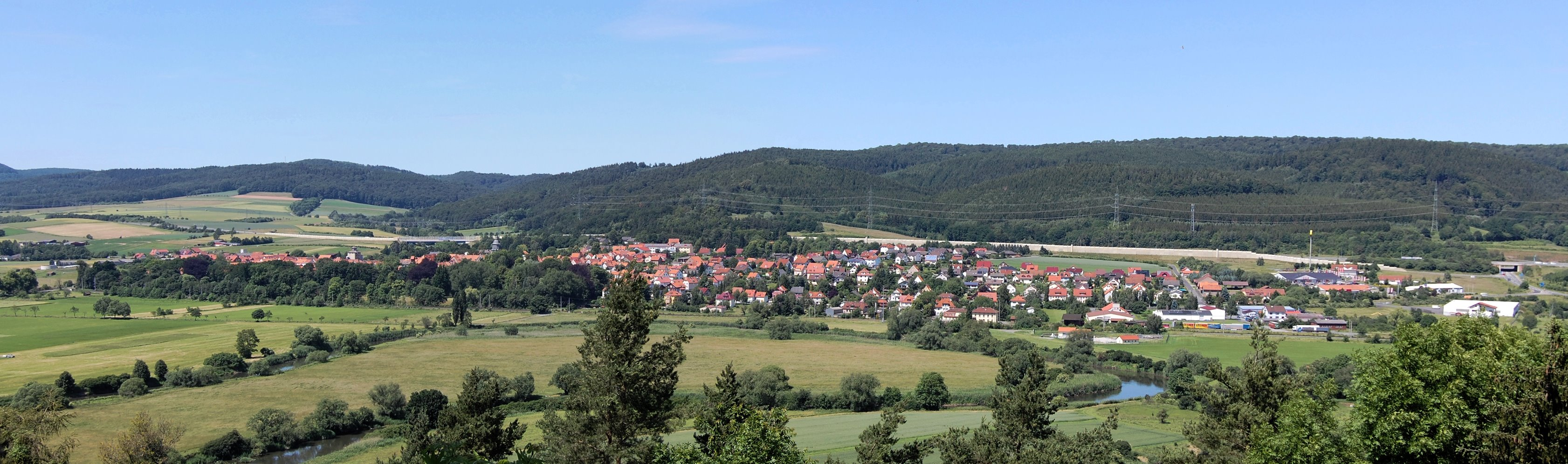
ヘルレスハウゼンのパノラマ

### 自然記念物
ヘルレスハウゼン近郊のヴェラ川が創り出した蛇行は「クーヒェンシーバー」

### 建造物

#### アウグステナウ城
宗教改革が受け容れられ、ヘッセンの修道院が世俗化された後、フィリップ方伯はグート・ヘルレスハウゼンを部隊長ゲオルク・フォン・レックロットにレーエンとして授けた。彼は 1539年にシュタインシュトック城を建設した。1558年のレックロットの死後フォン・ヴェルザーベ家が封臣としてこれを引き継いだ。彼らは城館に2翼を増築して拡張した。1678年にヴェルザーベ家の男系後継者が断絶した後、城とグート・ヘルレスハウゼンは相続者のないレーエンとしてヘッセン＝カッセル方伯カールに返還された。彼は、これを弟フィリップに初めはレーエンとして、後には所有権を授けた。これ以後、城と所領はヘッセン＝フィリップスタール＝バルヒフェルト家の財産となった。1821年に城は、ヘッセン＝フィリップスタール＝バルヒフェルト方伯カールの早逝した最初の夫人、アウグステ・ツー・ホーエンローエ＝インゲルフィンゲンにちなんで「アウグステナウ城」と名付けられた。

### ヘルレスハウゼン戦没者墓地
ヘルレスハウゼンの戦没者墓地には、1,593人の、主にソヴィエトの戦争捕虜が埋葬されている。
- ホルツハウゼンの領主館
- ヴィラースハウゼン城
- ネッセルレーデン城

## 経済と社会資本

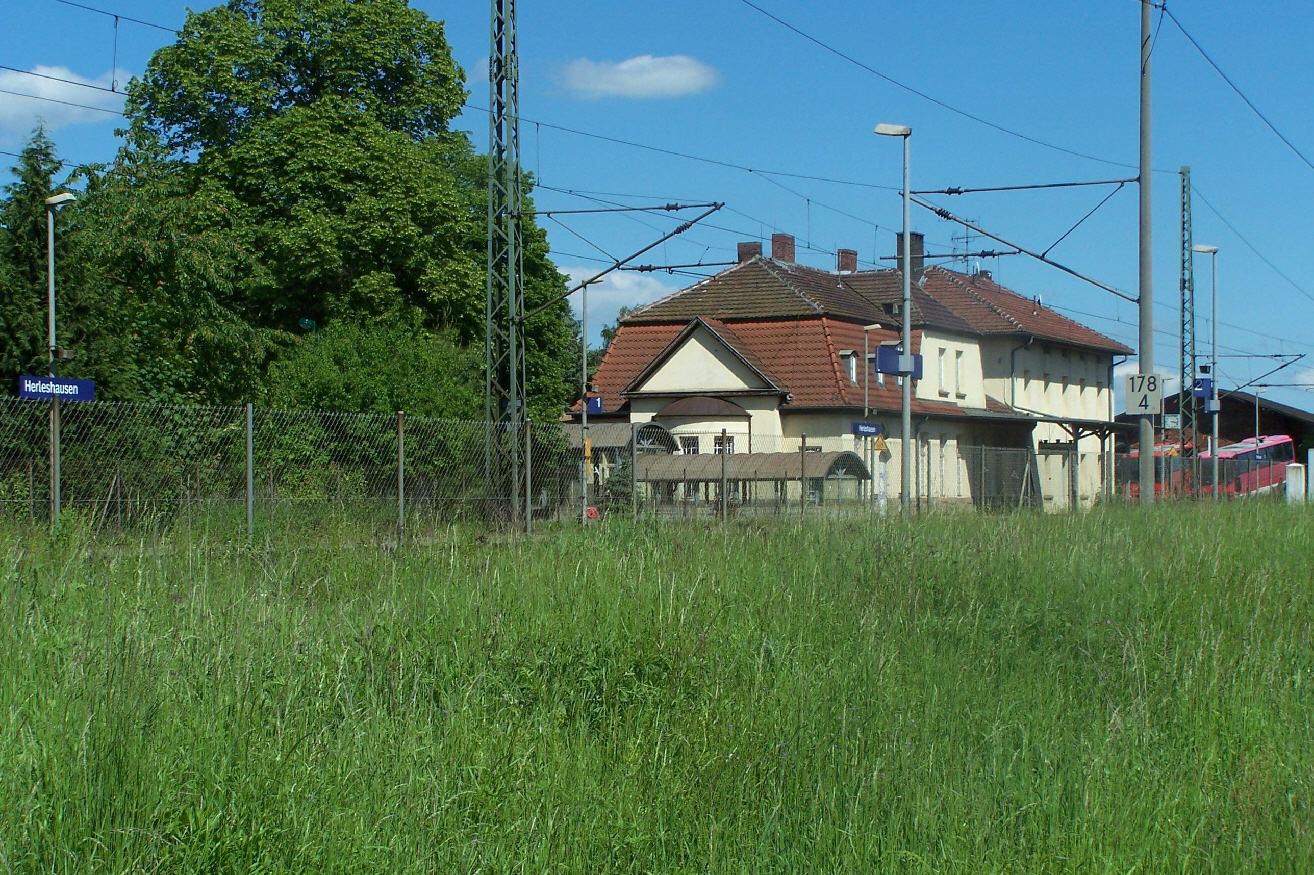
ヘルレスハウゼン駅

### 交通
ヘルレスハウゼンにはテューリンゲン鉄道のアイゼナハとベーブラとの間にあたる駅がある。1656年1月16日にコンラート・アデナウアーがモスクワを訪れて以降、ここで最後の戦争捕虜が解放された。ドイツ鉄道のインターシティー網や ICE網への最寄りの接続駅はアイゼナハ駅である。
町域内には、アウトバーン A4号線が通っており、ヘルレスハウゼン・インターチェンジとヴォンメン・インターチェンジがある。2005年に6車線への拡張に伴い、ヘルレスハウゼン・サービスエリアは廃止された。その跡地は 2010年に公園施設「ブルクベルク」が設けられた。将来的にはヴォンメン付近で A44号線が A4号線から分岐することになっている。
アウトバーンのヴォンメン・インターチェンジから連邦道 B400号線が始まる。

## 引用
1. ↑  Hessisches Statistisches Landesamt: Bevölkerung in Hessen am 31.12.2023 (Landkreise, kreisfreie Städte und Gemeinden, Einwohnerzahlen auf Grundlage des Zensus 2011)]
2. ↑  http://www.herleshausen.de 2011年1月20日付け
3. ↑  2011年の町議会議員選挙結果
4. ↑  http://www.herleshausen.de/Kriegsgr/Text.pdf 墓地に関する文書 (PDF)